# Xanthoparmelia kotisephola
Xanthoparmelia kotisephola är en lavart som beskrevs av Hale. Xanthoparmelia kotisephola ingår i släktet Xanthoparmelia och familjen Parmeliaceae.   Inga underarter finns listade i Catalogue of Life.